# Westonaria (Gemeinde)

Gemeindegebiet bis 2016

Westonaria (englisch Westonaria Local Municipality) war eine Lokalgemeinde im Distrikt West Rand, Provinz Gauteng in Südafrika. Im Jahr 2011 lebten dort 111.767 Einwohner auf einer Gesamtfläche von 640 km². Der Sitz der Gemeindeverwaltung befand sich in Westonaria.
Der Gemeindename bezieht sich auf die Lage im Westen des Goldabbaugebiets am Witwatersrand bzw. spielt auf „western area“ an.
Die Gemeinde wurde 2016 mit der Randfontein Local Municipality zur Gemeinde Rand West City vereinigt.